# أوكلاز
الأُكلاز أو الأوكلاز (Euclase) هو معدن من معادن السيليكات الهيدروكسيدي للبيريليوم والألومنيوم له الصيغة (BeAlSiO4(OH. يتبلور هذا المعدن وفق النظام البلّوري أحادي الميل وغالباً ما تكون بلوراته كبيرة إلى ليفيّة، كما تكون على شكل بلورات موشورية رفيعة. يعدّ الأوكلاز ناتجاً لتفكك البيريل في صخور البيغماتيت.

## الخصائص
تتميّز بلورات الأوكلاز بلونها الأزرق، والذي يتدرّج بين اللون الفاتح إلى الغامق. يمكن لهذا المعدن أن يوجد باللون الأبيض أو الأخضر، كما يمكن أن يكون عديم اللون. يكون الانفلاق البلوري تامّاً، وبشكل موازي لمحور ميل البلورة، ومن هنا أتت تسمية المعدن التي أطلقها رينيه جست أيوي وذلك من الإغريقيّة εὖ بمعنى سهل و κλάσις صدع، أي سهل التصدّع.
عندما يقطع المعدن فإنه يشبه أنواعاً من البيريل والتوباز، والتي يميّز عنها من خلال الكثافة النوعيّة (3.1)، إذ أنّ صلادته قريبة من البيريل والتوباز.

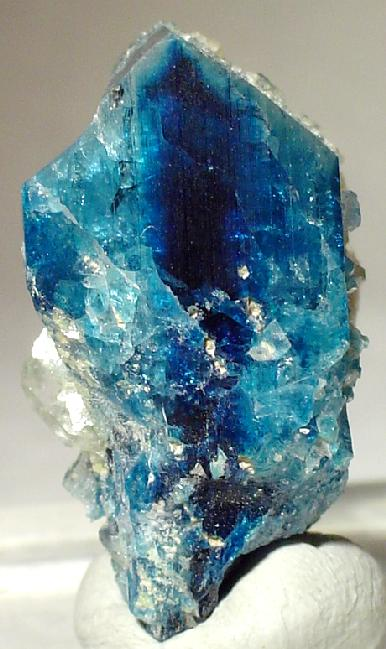
بلورة أوكلاز من زيمبابوي

## التاريخ
ورد وصف الأوكلاز لأول مرّة في تقارير تعود إلى 1792 من مقاطعة أورينبورغ في جنوب جبال الأورال في روسيا، حيث وجد مع التوباز والكريسوبيريل وذلك ضمن حصى حاوية على الذهب في تلك المنطقة.

## الوفرة
يوجد الأوكلاز في روسيا والبرازيل والصين كما يوجد بشكل قليل في منطقة راوريس في جبال الألب في النمسا بالإضافة إلى بلجيكا وألمانيا سويسرا وفنلندا وإيطاليا. كما يوجد في موزمبيق وناميبيا وزيمبابوي.